# Argent-sur-Sauldre
Argent-sur-Sauldre é uma comuna francesa na região administrativa do Centro, no departamento Cher. Estende-se por uma área de 68,24 km². Em 2010 a comuna tinha 2 122 habitantes (densidade: 31,1 hab./km²).